# احمد نقیب‌زاده
احمد نقیب‌زاده (متولد ۱۳۳۲ در شهر بابک) پژوهشگر حوزه علوم سیاسی و استاد تمام گروه علوم سیاسی دانشگاه تهران است.

## تحصیلات
دکتری جامعه‌شناسی سیاسی از دانشگاه پاریس ۱۰ (نانتر) فرانسه

## دیدگاه‌های سیاسی
نقیب زاده عضو شورای مرکزی حزب کارگزاران سازندگی است.
او با انتقاد شدید از برخی رفتارهای افراطی اصلاح‌طلبان در هشت سال دولت خاتمی می‌گوید: «آن‌جاهایی که اینها (اصلاح‌طلبان) بعضی از ارکان نظام را مورد هجمه خودشان قرار می‌دادند، معنایش این بود که قصد کودتا یا واژگونی دارند».
نقیب‌زاده همچنین می‌گوید: معتقدم باعث و بانی شکست اصلاح‌طلبان تا حد زیادی خودشان و رفتارهای غیرمنطقی‌شان بود. اقدام رهبری مبنی بر اجازه دادن به روی کار آمدن دولت اصلاحات نشان‌دهنده این است که در نظر رهبری آرای مردم از چه جایگاهی برخوردار است. اما متأسفانه ما دیدیم که اصلاح‌طلبان و دوم‌خردادی‌ها پاسخ اعتماد و حمایت‌های رهبری را چگونه دادند.
نقیب‌زاده همچنین رفتارهای اصلاح‌طلبان را موجب تشدید مطالبات "قومیت‌گرایی و قومیتی" می‌داند و می‌گوید: در این میان نیروهای لیبرالی از جوّی که به‌واسطه برخی اصلاح‌طلبان پدید می‌آمد خوشحال می‌شدند و زمانی که من نسبت به وضعیتی که به وجود آمده بود و افراط‌گری‌هایی که انجام می‌شد، انتقاداتی را مطرح می‌کردم، در پاسخ به من می‌گفتند: "بگذارید افراط کنند؛ چراکه هرچه آنها بیشتر افراط کنند برای ما راه بازتر می‌شود.
وی همچنین می‌گوید: اصلاح‌طلبان دوام حیات سیاسی‌شان را مدیون رهبری هستند که اجازه نداد این گروه از عرصه سیاسی کشور حذف شوند.
نقیب‌زاده در پی برخی واکنش‌ها به اظهارات حسن روحانی، نامه‌ای سرگشاده خطاب به مراجع نوشت.

## واکنش به کشته شدن مهسا امینی
نقیب زاده با انتشار متنی در صفحه اینستاگرام خود به مرگ مهسا امینی واکنش نشان داده و آن را به شدت محکوم کرد. او در آن متن ضمن تقبیح سرکوب مخالفان توسط، پایان زمامداری حاکمان جمهوری اسلامی را با ادامه این روند متصوّر شد.